# Сарибулак (Айиртауський район)
Сарибула́к (каз. Сарыбұлақ) — село у складі Айиртауського району Північноказахстанської області Казахстану. Входить до складу Сиримбетського сільського округу.
Населення — 69 осіб (2021; 138 у 2009, 243 у 1999, 263 у 1989).
Національний склад станом на 1989 рік:
- казахи — 100 %.